# Власов, Сергей Юрьевич
Сергей Юрьевич Власов (род. 8 ноября 1975) — российский дзюдоист, бронзовый призёр чемпионата России 2000 года.

## Спортивные результаты
- Московский международный турнир, 1999 год — ;
- Международный турнир «Liberation» («Освобождение») 1999 года, София — ;
- Московский международный турнир, 2000 год — 7 место;
- Международный мастерский турнир 2000 года, Мюнхен — 7 место;
- Чемпионат России по дзюдо 2000 года — .